# Claes Stiernsköld
Claes Stiernsköld, född 10 april 1617 på Hällekis, död 3 maj 1676 på Biby, var en svensk friherre (1651), ämbetsman, landshövding, riksråd, och militär. 

## Biografi
Claes Stiernsköld var son till Nils Göransson Stiernsköld och Magdalena Stackelberg. Morfadern Johan Reinholdsson Stackelberg var lantråd i Livland. Claes Stiernsköld studerade vid Uppsala universitet, och blev 1638 drottning Maria Eleonoras hovmarskalk. 1640 rymde han från landet med en hovfröken till drottning Kristina, friherrinnan Margareta von Scheiding och gifte sig utomlands med henne. Två år senare fick han pardon och återkom till Sverige, men fick böta 1000 riksdaler till vardera Strängnäs och Skara domkyrkor. De gifte sig ännu en gång i Sverige, vilket betraktades som det rätta bröllopet.
Han var landshövding i Västmanlands län 1643–1651 och tillika assessor i Bergskollegium 1648–1651 samt t.f. landshövding i Värmland februari–juni 1651. Den 28 maj samma år upphöjdes han på grund av faderns bedrifter till friherre. 1646 förvärvade han herrgården Sundby på Ornö.
Generalkrigskommissarie och sysselsatt med värvningar i Sverige 1657, sedan guvernör över Trondheims län, Jämtland och Härjedalen 1658, övertog han i augusti samma år styrelsen i Trondheim, där han vid krigets förnyande angreps av danskarna och efter tio veckors tappert försvar måste kapitulera (11 december 1658). År 1660 utnämndes han av Karl X Gustav till riksråd, och 1661 utsågs han av förmyndarregeringen till amiral och amiralitetsråd och hade därjämte i presidenten Sten Bielkes frånvaro uppdraget att föra direktionen i Reduktionskollegium juni 1666–mars 1667. Vid det misslyckade sjötåget 1675 förde han en eskader. I rådet yttrade han sig inte mycket.
Claes Nilsson Stiernsköld överlevde alla sina söner och slöt ätten på svärdssidan. 

### Familj
Stiernsköld gifte sig första gången 1642 med friherrinnan Margareta von Scheiding (död före 1650), dotter till riksrådet Filip von Scheiding och Helena von Dellwig. De fick tillsammans barnen studenten Filip Stiernsköld (1642–1664), Göran Stiernsköld (född 1644), Claes Stiernsköld (1645–1647), Magdalena Stiernsköld, Christina Stiernsköld och Margareta Sofia Stiernsköld (död 1675). Filip Stiernsköld fick kunglig resolution att anses vara äkta född. 
Han gifte sig andra gången 14 januari 1652 på Nyköpings slott med Elisabeth Kyle (död 1652), dotter till Erik Hansson Kyle och Anna Olofsdotter (Rosenbielke). De fick tillsammans dottern Elisabet Anna Stiernsköld (född 1652) som var gift med amiralen friherre Gustaf Adolph Sparre och slöt ätten 1699.
Stiernsköld gifte sig tredje gången 12 juli 1661 i Sankt Nikolai församling, Stockholm med friherrinnan Margareta Banér (1619–1680), dotter till riksrådet Peder Gustafsson Banér och Hebbla Fleming.